# Henryk Gajdzik
Henryk Gajdzik (ur. 12 lutego 1925 w Chorzowie) – polski piłkarz, pomocnik. Do 1948 nosił imię Gerard.
Był długoletnim piłkarzem AKS Chorzów. W reprezentacji Polski debiutował w rozegranym 31 sierpnia 1947 spotkaniu z Czechosłowacją, ostatni raz zagrał w następnym roku. Łącznie w biało-czerwonych barwach rozegrał 10 spotkań.